# Sergej Salnikov
Sergej Salnikov (Russisch: Серге́й Серге́евич Сальников) (Krasnodar, 13 september 1925 - Moskou, 9 mei 1984) was een voetballer en trainer uit de Sovjet-Unie.

## Biografie
Salnikov begon zijn carrière tijdens de Tweede Wereldoorlog toen er geen officiële competitie gespeeld werd, wel won hij met Zenit Leningrad de beker in 1944. Na de oorlog speelde hij drie jaar voor Spartak Moskou en won er twee keer de beker en maakte dan de overstap naar Dinamo Moskou, waarmee hij de beker won in 1953 en de titel in 1954. Hierna ging hij terug naar Spartak waarmee hij nog twee keer de titel en één keer de beker won.
Hij speelde twintig wedstrijden voor het nationale elftal en debuteerde op 8 september 1954 in een vriendschappelijke wedstrijd tegen Zweden. In 1956 ging hij mee naar de Olympische Spelen in Melbourne waar hij scoorde in de kwartfinale tegen Indonesië en later mee de gouden medaille veroverde. Hij nam ook deel aan het WK 1958.
Hij overleed in 1984 na een wedstrijd met veteranen in de kleedkamer aan een hartaanval.

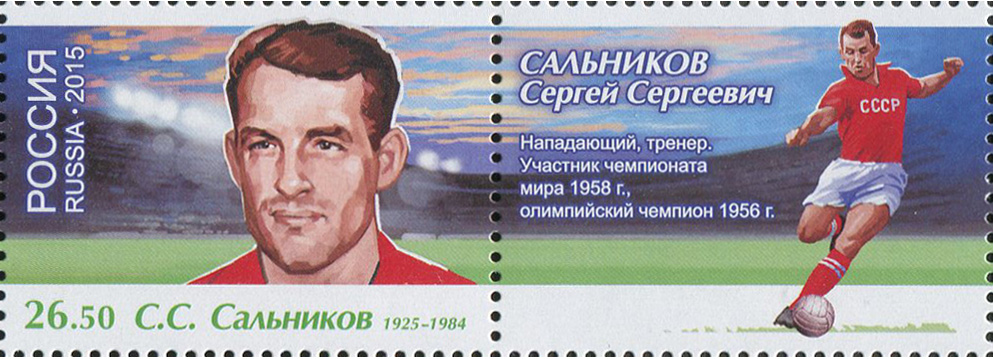